# Pinellia yaoluopingensis
Pinellia yaoluopingensis är en kallaväxtart som beskrevs av X.H.Guo och X.L.Liu. Pinellia yaoluopingensis ingår i släktet Pinellia och familjen kallaväxter. Inga underarter finns listade.